# Aptesis alpestris
Aptesis alpestris är en stekelart som beskrevs av Henry Keith Townes, Jr. 1962. Aptesis alpestris ingår i släktet Aptesis och familjen brokparasitsteklar. Inga underarter finns listade.